# Rifle cadete

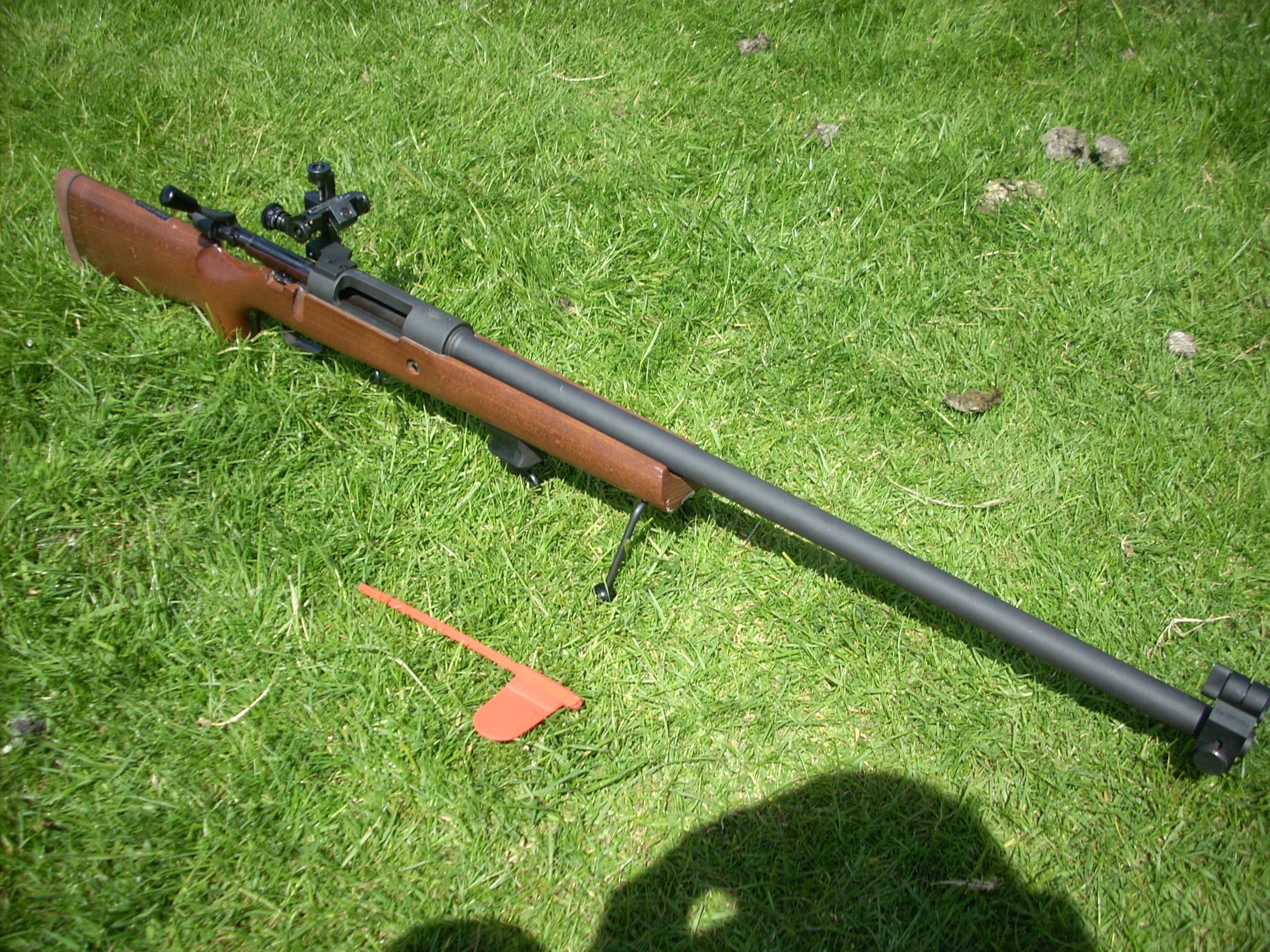
Um L81A2 Cadet Target Rifle.

Rifle cadete (do inglês "cadet rifle") é uma designação para o rifle usado por cadetes militares e outros novatos no uso de armas de fogo em processo de treinamento de tiro. 

## Visão geral
Geralmente, o rifle cadete é um rifle de repetição por ação de ferrolho no calibre .22, e eles também podem ser semiautomáticos. Geralmente são versões em miniatura no calibre .22 de rifles de serviço padrão.
Os rifles cadete mais antigos do século XIX eram simplesmente versões menores e mais leves dos rifles de serviço padrão de tiro único, projetados para disparar cartuchos de potência reduzida.

## Exemplos
Esses são algus exemplos práticos de rifles cadete:
- Martini Cadet
- Schmidt–Rubin Cadet
- Springfield Model 1922
- No.8 cadet rifle
- TOZ cadet rifle
- Mauser KKW cadet rifle
- CZ 452
- Parker Hale L81A2
- C12A1
- WASR-22
- L98A1 Cadet GP Rifle
- Smith & Wesson M&P15-22
- SIG 522LR